# Nupserha nigrohumeralis
Nupserha nigrohumeralis là một loài bọ cánh cứng trong họ Cerambycidae.